# Tucà ventrevermell
El tucà ventrevermell (Ramphastos dicolorus) és una espècie d'ocell de la família dels tucans (Ramphastidae) estesa pel nord-est argentí i el sud del Brasil.